# Hermannobates horridus
Hermannobates horridus är en kvalsterart som beskrevs av Pérez-Íñigo och Baggio 1988. Hermannobates horridus ingår i släktet Hermannobates och familjen Hermanniellidae. Inga underarter finns listade i Catalogue of Life.